# Salut i peles!
Salut i peles! (títol original anglès: Bottom) va ser una sèrie de televisió d'humor anglesa de la BBC. Creada els anys 1991, 1992 i 1995, escrita per Rik Mayall i Adrian Edmonson, i dirigida per Ed Bye i Bob Spiers. La sèrie es va doblar i subtitular al català i està publicada en 3 DVD's.

## Argument
La sèrie narra les experiències quotidianes surrealistes que viuen dos homes immadurs i solters de quaranta anys que comparteixen el mateix pis. Dos lletjos solitaris a la recerca d'amor, calés i amistats que aniran fracassant contínuament.
La sèrie té un cert paral·lelisme amb la sèrie Els Joves (The young ones), pel tipus d'humor groller i irreverent, i sobretot perquè hi apareixen dos dels mateixos actors (i tres, en alguns capítols) deu anys més tard.

## Temporades
La sèrie consta de tres temporades de sis capítols cadascuna:

### Primera temporada
- Ferum
- El gas
- El concurs
- Sentència de mort
- Festa al terrat
- L'accident

### Segona temporada
- L'aventurera
- Cultura
- Lladres
- La roda de reconeixement
- El nadal
- L'excursió

### Tercera temporada
- Penjats
- Terror
- Vacances
- Pasta
- Lluna de mel
- Carnaval